# Teodor Czecholiński
Teodor Czecholiński (ur. 19 listopada 1918 w Starej Kiszewie, zm. 26 marca 1943 w obozie koncentracyjnym Mauthausen) – współorganizator i przywódca pomorskiej organizacji konspiracyjnej Rota.
Był synem Wiktora Czecholińskiego i Zofii z domu Żynda. Po ukończeniu szkoły powszechnej zamieszkał z rodziną w Starogardzie, gdzie uczęszczał do gimnazjum klasycznego. Należał wówczas do miejscowej drużyny harcerskiej. Od września do października 1938 r. uczył się w Liceum Pedagogicznym w Bydgoszczy, po czym powrócił do Starogardu. Po klęsce wrześniowej 1939 r. zaangażował się wraz ze swoimi kolegami ze szkoły w działalność konspiracyjną, organizując zebrania towarzyskie, wieczory literackie, dyskusje dotyczące perspektyw walki podziemnej. Od początku 1940 r. rozpoczął tworzenie struktur organizacji konspiracyjnej o nazwie Rota, stając na jej czele. Szczególnie angażował się w działalność propagandową, kolportując wiadomości pochodzące z nasłuchu radiowego i własne wiersze patriotyczne. 10 czerwca 1940 r. został aresztowany przez Niemców wskutek denuncjacji i osadzony w więzieniu w Gdańsku. 27 grudnia 1940 r. zesłano go wraz z kilkoma innymi członkami Roty do obozu koncentracyjnego Stutthof, gdzie trafił do karnej kompanii. Został uratowany od śmierci z głodu i przemęczenia przez współwięźnia. 29 sierpnia 1941 r. przewieziono go z powrotem do gdańskiego więzienia, gdzie w dniach 25–27 września odbył się jego proces. Otrzymał karę 13 lat więzienia. Został przeniesiony do więzienia w Koronowie, gdzie był kalifaktorem, podreperowując sobie zdrowie. W styczniu 1943 r. odesłano go do obozu koncentracyjnego Mauthausen, w którym zginął tragicznie 26 marca.